# Denemarken op de Olympische Zomerspelen 1996
Denemarken nam deel aan de Olympische Zomerspelen 1996 in Atlanta, Verenigde Staten. 

## Medailleoverzicht
| Sport       | Olympiër | Discipline             | Medaille |
| ----------- | --- | ---------------------- | -------- |
| Badminton   | Poul-Erik Høyer Larsen | enkelspel              | Goud     |
| Handbal     | Anja Andersen Camilla Andersen Kristine Andersen Heidi Astrup Tina Bøttzau Marianne Florman Conny Hamann Anja Hansen Anette Hoffmann Tonje Kjærgaard Janne Kolling Susanne Lauritsen Gitte Madsen Lene Rantala Gitte Sunesen Anne Dorthe Tanderup | vrouwen                | Goud     |
| Roeien      | Thomas Poulsen Eskild Ebbesen Victor Feddersen Niels Henriksen | lichte vier-zonder (m) | Goud     |
| Zeilen      | Kristine Roug | europe (v)             | Goud     |
| Wielersport | Rolf Sørensen | wegwedstrijd (m)       | Zilver   |
| Roeien      | Trine Hansen | skiff (v)              | Brons    |

## Resultaten en deelnemers per onderdeel

### Atletiek
| Olympiër                  | Discipline               | Resultaat | Prestatie                                 |
| ------------------------- | ------------------------ | --------- | ----------------------------------------- |
| Claus Jørgensen           | 20km snelwandelen (m)    | 29e       | 1:25.28                                   |
| Martin Voss               | polsstokhoogspringen (m) | 26e       | kwalificatie groep B: 13de met 5,40m      |
| Jan Bielecki              | kogelslingeren (m)       | 31e       | kwalificatie groep A: 17de met 69,40m     |
|                           |                          |           |                                           |
| Nina Christiansen         | 5000m (v)                | 31e       | serie 2: 9de in 15.56,38                  |
| Gitte Karlshøj            | marathon (v)             | DNF       | niet gefinisht                            |
| Renata Pytełewska-Nielsen | verspringen (v)          | DNF       | kwalificatie groep A: geen geldige sprong |
| Jette Jeppesen            | speerwerpen (v)          | 23e       | kwalificatie groep A: 13de met 56,16m     |

### Badminton
| Olympiër                               | Discipline     | Resultaat | Prestatie |
| -------------------------------------- | -------------- | --------- | --- |
| Poul-Erik Høyer Larsen                 | enkelspel (m)  | Goud      | 1ste ronde: vrij 2de ronde: W van UKR Druzchenko: 15-7, 15-6 3de ronde: W van MAS Hock: 17-14, 15-9 kwartfinale: W van INA Budikusuma: 15-5, 15-6 halve finale: W van INA Arbi: 15-11, 15-6 finale: W van CHN Dong: 15-12, 15-10 |
| Thomas Stuer-Lauridsen                 | enkelspel (m)  | 9e        | 1ste ronde: W van NGR Akinsaya: 15-2, 15-2 2de ronde: W van AUT Fuchs: 15-2, 15-5 3de ronde: V van CHN Dong: 6-15, 15-18 |
| Michael Søgaard Henrik Svarrer         | dubbelspel (m) | 9e        | 1ste ronde: W van KOR Kim/Yoo: 15-11, 12-15, 18-15 2de ronde: V van INA Mainakay/Subagja: 15-7, 15-7 |
| Jens Eriksen Christian Jakobsen        | dubbelspel (m) | 9e        | 1ste ronde: W van CAN Dawson/Yung: 15-10, 17-14 2de ronde: V van INA Ariantho/Kantono: 15-8, 15-12 |
| Jon Holst-Christensen Thomas Lund      | dubbelspel (m) | 9e        | 1ste ronde: vrij 2de ronde: V van KOR Ha/Kang: 18-13, 4-15, 15-6 |
|                                        |                |           | |
| Camilla Martin                         | enkelspel (v)  | 5e        | 1ste ronde: vrij 2de ronde: W van NZL Robertson: 11-2, 11-2 3de ronde: W van TPE Huang: 12-11, 11-9 kwartfinale: V van INA Audina: 6-11, 11-8, 1-11                                                                              |
| Anne Søndergaard                       | enkelspel (v)  | 17e       | 1ste ronde: W van BUL Koleva: walk-over 2de ronde: V van INA Sentoso: 1-11, 3-11 |
| Ann Jørgensen Lotte Olsen              | dubbelspel (v) | 5e        | 1ste ronde: W van RUS Rybkhina/Yakusheva: 15-10, 15-13 2de ronde: W van GBR Bradbury/Wright: 15-4, 15-5 kwartfinale: V van KOR Gil/Jang: 9-15, 9-15                                                                              |
| Lisbet Stuer-Lauridsen Marlene Thomsen | dubbelspel (v) | 5e        | 1ste ronde: W van USA French/von Heiland: 15-4, 15-1 2de ronde: W van KOR Chung/Park: 15-8, 13-15, 15-9 kwartfinale: V van CHN Qin/Tang: 8-15, 3-15                                                                              |
| Helene Kirkegaard Rikke Olsen          | dubbelspel (v) | 4e        | 1ste ronde: vrij 2de ronde: W van KOR Kim/Kim: 15-8, 15-8 kwartfinale: W van CHN Chen/Peng: 15-6, 8-15, 15-5 halve finale: V van CHN Ge/Gu: 8-15, 2-15 bronzen finale: V van CHN Qin/Tang: 15-7, 4-15, 8-15                      |
|                                        |                |           | |
| Christian Jacobsen Lotte Olsen         | dubbelspel (g) | 9e        | 1ste ronde: W van NGR Akinsanya/Olorunsola: 15-1, 15-2 2de ronde: V van CHN Tao/Wang: 17-16, 6-15, 5-15 |
| Jens Eriksen Helene Kirkegaard         | dubbelspel (g) | 9e        | 1ste ronde: W van MRI Beehary/de Souza: 15-6, 15-8 2de ronde: V van INA Limpele/Rosalina: 15-10, 9-15, 9-15 |
| Rikke Olsen Michael Sogaard            | dubbelspel (g) | 5e        | 1ste ronde: W van UKR Druzchenko/Evtoushenko: 15-5, 15-5 2de ronde: W van NED Michels/van den Heuvel: 15-4, 15-6 kwartfinale: V van CHN Chen/Peng: 10-15, 15-6, 15-18                                                            |

### Boksen
| Olympiër       | Discipline | Resultaat | Prestatie |
| -------------- | ---------- | --------- | --- |
| Hasan Al       | -67kg (m)  | 5e        | 1ste ronde: W van DOM Martinez: scheidsrechterlijke beslissing 2de ronde: V van UKR Dzindziruk: 10-4 kwartfinale: V van ROU Simion: 8-16 |
| Brian Johansen | -75kg (m)  | 17e       | 1ste ronde: V van UZB Yarbekov: scheidsrechterlijke beslissing                                                                           |

### Handbal
| Olympiër | Discipline | Resultaat | Prestatie |
| --- | ---------- | --------- | --- |
| Anja Andersen Camilla Andersen Kristine Andersen Heidi Astrup Tina Bøttzau Marianne Florman Conny Hamann Anja Hansen Anette Hoffman Tonje Kjærgaard Janne Kolling Susanne Lauritsen Gitte Madsen Lene Rantala Gitte Sunesen Anne Dorthe Tanderup | vrouwen    | Goud      | groep A: 1ste W van Verenigde Staten: 29-19 W van China: 33-21 W van Hongarije: 27-22 halve finale: W van Noorwegen: 23-19 finale: W van Zuid-Korea: 37-33 |

| Groep A |                  |             |             |             |             |            |            |            |        |
| #       | Land             | Wedstrijden | Wedstrijden | Wedstrijden | Wedstrijden | Doelpunten | Doelpunten | Doelpunten | Punten |
| #       | Land             | G           | W           | G           | V           | V          | T          | Saldo      | Punten |
| 1       | Denemarken       | 3           | 3           | 0           | 0           | 89         | 62         | +27        | 6      |
| 2       | Hongarije        | 3           | 2           | 0           | 1           | 81         | 70         | +11        | 4      |
| 3       | China            | 3           | 1           | 0           | 2           | 71         | 83         | -12        | 2      |
| 4       | Verenigde Staten | 3           | 0           | 0           | 3           | 64         | 90         | -26        | 0      |

| Ronde        | Datum   | Plaats     | Land  | Score            | Land |
| ------------ | ------- | ---------- | ----- | ---------------- | ---- |
| Groepsfase   |         |            |       |                  |      |
| 26 juli      | Atlanta | Denemarken | 29-19 | Verenigde Staten |      |
| 28 juli      | Atlanta | China      | 21-33 | Denemarken       |      |
| 30 juli      | Atlanta | Hongarije  | 22-27 | Denemarken       |      |
| Halve finale |         |            |       |                  |      |
| 1 augustus   | Atlanta | Denemarken | 23-19 | Noorwegen        |      |
| Finale       |         |            |       |                  |      |
| 3 augustus   | Atlanta | Denemarken | 37-33 | Zuid-Korea       |      |

### Kanovaren
| Olympiër                             | Discipline    | Resultaat | Prestatie |
| ------------------------------------ | ------------- | --------- | --- |
| Christian Frederiksen                | C-1 500m (m)  | 6e        | serie 2: 4de in 1.55,056 halve finale 2: 3de in 1.52,174 finale: 6de in 1.52,846                                |
| Arne Nielsson                        | C-1 1000m (m) | 10e       | serie 1: 5de in 4.30,258 halve finale 1: 3de in 4.14,573                                                        |
| Thor Nielsen Jesper Møllegaard Staal | K-2 500m (m)  | 9e        | serie 2: 4de in 1.32,641 herkansingen: 1ste in 1.36,419 halve finale 2: 5de in 1.30,659 finale: 9de in 1.30,753 |
| Thor Nielsen Jesper Møllegaard Staal | K-2 1000m (m) | 6e        | serie 2: 2de in 3.41,640 halve finale 1: 2de in 3.17,420 finale: 6de in 3.12,054                                |

### Paardensport
| Olympiër       | Discipline  | Resultaat | Prestatie                                                                                                  |
| Dressuur       | Dressuur    | Dressuur  | Dressuur                                                                                                   |
| -------------- | ----------- | --------- | --- |
| Finn Hansen    | individueel | 22e       | Grand Prix test: 25ste met 65,44% Grand Prix special: 20ste met 65,63%                                     |
| Lars Petersen  | individueel | 12e       | Grand Prix test: 12de met 68,20% Grand Prix special: 13de met 68,74% Grand Prix freestyle: 11de met 70,88% |
| Eventing       |             |           | |
| Nils Haagensen | individueel | DNF       | dressuur: 19de met 54,6 strafpunten cross country: niet gefinisht                                          |

### Roeien
| Olympiër                                                            | Discipline             | Resultaat | Prestatie                                                                       |
| ------------------------------------------------------------------- | ---------------------- | --------- | ------------------------------------------------------------------------------- |
| Lars Christensen Martin Haldbo Hansen                               | dubbel-twee (m)        | 4e        | serie 2: 1ste in 6.48,75 halve finale 2: 3de in 6.37,10 finale: 4de in 6.24,77  |
| Eskild Ebbesen Victor Feddersen Niels Henriksen Thomas Poulsen      | lichte vier-zonder (m) | Goud      |                                                                                 |
|                                                                     |                        |           |                                                                                 |
| Trine Hansen                                                        | skiff (v)              | Brons     | serie 3: 1ste in 8.02,06 halve finale 2: 1ste in 7.53,45 finale: 3de in 7.37,20 |
| Lene Andersson Berit Christoffersen                                 | lichte dubbel-twee (v) | 5e        |                                                                                 |
| Ulla Werner Hansen Sarah Lauritzen Inger Pors Olsen Dorthe Pedersen | dubbel-vier (v)        | 4e        |                                                                                 |

### Schermen
| Olympiër      | Discipline | Resultaat | Prestatie                                                                     |
| ------------- | ---------- | --------- | ----------------------------------------------------------------------------- |
| Eva Fjellerup | degen (v)  | 32e       | 1ste ronde: W van ESP Castillejo: 15-13 2de ronde: V van EST Yermakova: 14-15 |

### Schietsport
| Olympiër            | Discipline                  | Resultaat | Prestatie                                                           |
| ------------------- | --------------------------- | --------- | ------------------------------------------------------------------- |
| Jens Harskov Loczi  | 50m geweer 3 houdingen (m)  | 17e       | kwalificatie: 28ste met 1158 punten (399-368-391)                   |
| Torben Grimmel      | 50m geweer liggend (m)      | 39e       | kwalificatie: 39ste met 590 punten                                  |
| Jens Harskov Loczi  | 50m geweer liggend (m)      | 26e       | kwalificatie: 26ste met 593 punten (399-368-391)                    |
| Anders Lau          | 25m snelvuurpistool (m)     | 39e       | kwalificatie: 20ste met 578 punten (292-286)                        |
| Ole Riber Rasmussen | skeet (m)                   | 4e        | kwalificatie: 4de met 122 punten (73-49) finale: 4de met 147 punten |
| Keld Hansen         | trap (m)                    | 37e       | kwalificatie: 37ste met 117 punten (70-47)                          |
|                     |                             |           |                                                                     |
| Anni Bissø          | 10m luchtgeweer (v)         | 31e       | kwalificatie: 31ste met 387 punten                                  |
| Anni Bissø          | 50m geweer 3 houdingen (v)) | 22e       | kwalificatie: 22ste met 574 punten (194-190-190)                    |
| Susanne Meyerhoff   | 25m pistool (v)             | 34e       | kwalificatie: 34ste met 564 punten (284-280)                        |
| Majbritt Hjortshøj  | 10m luchtpistool (v)        | 23e       | kwalificatie: 23ste met 376 punten                                  |
| Susanne Meyerhoff   | 10m luchtpistool (v)        | 15e       | kwalificatie: 15de met 379 punten                                   |

### Tennis
| Olympiër                            | Discipline     | Resultaat | Prestatie |
| ----------------------------------- | -------------- | --------- | --- |
| Kenneth Carlsen                     | enkelspel (m)  | 9e        | 1ste ronde: W van BAH Knowles: 7-5, 6-3 2de ronde: W van AUS Stoltenberg: 6-2, 3-6, 6-3 3de ronde: V van USA Washington: 7-6(8), 0-6, 2-6 |
| Frederik Fetterlein                 | enkelspel (m)  | 17e       | 1ste ronde: W van NED Eltingh: 6-4, 4-6, 8-6 2de ronde: V van SUI Rosset: 6-7(5), 5-7                                                     |
| Kenneth Carlsen Frederik Fetterlein | dubbelspel (m) | 17e       | 1ste ronde: V van ECU Campana/Lapentti: 4-6, 6-3, 3-6                                                                                     |

### Voetbal
| Olympiër | Discipline | Resultaat | Prestatie                                                                   |
| --- | ---------- | --------- | --------------------------------------------------------------------------- |
| Lene Terp Christina Petersen Merete Pedersen Anne Nielsen Lene Madsen Bonny Madsen Annette Laursen Dorthe Larsen Gitte Krogh Lisbet Kolding Helle Jensen Rikke Holm Kamma Flæng Birgit Christensen Christina Bonde | vrouwen    | 8e        | groep A: 4de V van Verenigde Staten: 0-3 V van China: 1-5 V van Zweden: 1-3 |

| Groep A |                  |             |             |             |             |            |            |            |        |
| #       | Land             | Wedstrijden | Wedstrijden | Wedstrijden | Wedstrijden | Doelpunten | Doelpunten | Doelpunten | Punten |
| #       | Land             | G           | W           | G           | V           | V          | T          | Saldo      | Punten |
| 1       | China            | 3           | 2           | 1           | 0           | 7          | 1          | +6         | 7      |
| 2       | Verenigde Staten | 3           | 2           | 1           | 0           | 5          | 1          | +4         | 7      |
| 3       | Zweden           | 3           | 1           | 0           | 2           | 4          | 5          | -1         | 3      |
| 4       | Denemarken       | 3           | 0           | 0           | 3           | 2          | 11         | -9         | 0      |

| Ronde      | Datum   | Plaats           | Land | Score      | Land |
| ---------- | ------- | ---------------- | ---- | ---------- | ---- |
| Groepsfase |         |                  |      |            |      |
| 21 juli    | Atlanta | Verenigde Staten | 3-0  | Denemarken |      |
| 23 juli    | Atlanta | Denemarken       | 1-5  | China      |      |
| 25 juli    | Atlanta | Denemarken       | 1-3  | Zweden     |      |

### Wielersport
| Olympiër                                                         | Discipline               | Resultaat | Prestatie                      |
| Baan                                                             | Baan                     | Baan      | Baan                           |
| ---------------------------------------------------------------- | ------------------------ | --------- | ------------------------------ |
| Jan Bo Petersen                                                  | puntenkoers (m)          | 18e       | 7 punten                       |
| Frederik Bertelsen Jimmi Madsen Michael Steen Nielsen Jakob Piil | ploegenachtervolging (m) | 13e       | kwalificatie: 13de in 4.16,175 |
| Mountainbike                                                     |                          |           |                                |
| Lennie Kristensen                                                | mannen                   | 7e        | 2:26.02                        |
| Jan Østergaard                                                   | mannen                   | 18e       | 2:34.30                        |
| Weg                                                              |                          |           |                                |
| Bjarne Riis                                                      | tijdrit (m)              | 14e       | 1:07.47                        |
| Brian Holm Sørensen                                              | tijdrit (m)              | DNS       | niet gestart                   |
| Lars Michaelsen                                                  | wegwedstrijd (m)         | 42e       | 4:56.45                        |
| Bjarne Riis                                                      | wegwedstrijd (m)         | 87e       | 4:56.51                        |
| Jesper Skibby                                                    | wegwedstrijd (m)         | 11e       | 4:55.24                        |
| Rolf Sørensen                                                    | wegwedstrijd (m)         | Zilver    | 4:53.56                        |
| Brian Holm Sørensen                                              | wegwedstrijd (m)         | 40e       | 4:56.45                        |

### Zeilen
| Olympiër                                              | Discipline  | Resultaat | Prestatie                                     |
| ----------------------------------------------------- | ----------- | --------- | --------------------------------------------- |
| Morten Egeblad Christoffersen                         | mistral (m) | 17e       | 101 punten: (22-20-17-15-PMS-8-15-19-7)       |
| Bjørn Westergaard                                     | finn (m)    | 21e       | 122 punten: (12-16-25-8-23-14-4-PMS-22-23)    |
|                                                       |             |           |                                               |
| Kristine Roug                                         | europe (v)  | Goud      | 24 punten: (2-1-3-2-1-2-8-18-7-5)             |
| Susanne Ward Michaëla Ward-Meehan                     | 470 (v)     | 6e        | 56 punten: (6-3-15-2-14-2-4-12-18-7-6)        |
|                                                       |             |           |                                               |
| Jens Eckardt                                          | laser       | 17e       | 142 punten: (31-16-17-11-7-8-26-17-13-27-DNF) |
| Martin Hejlsberg Michael Hestbæk                      | star        | 9e        | 64 punten: (7-9-8-2-12-10-6-10-12-13)         |
| MJan Eli Andersen Jens Bojsen-Møller Stig Westergaard | soling      | 6e        | 58 punten: (15-6-3-16-PMS-2-11-PMS-4-1)       |

### Zwemmen
| Olympiër                                                   | Discipline            | Resultaat | Prestatie                                         |
| ---------------------------------------------------------- | --------------------- | --------- | ------------------------------------------------- |
| Jacob Carstensen                                           | 200m vrije slag (m)   | 14e       | serie 6: 5de in 1.50,79 finale B: 6de in 1.50,54  |
| Jacob Carstensen                                           | 400m vrije slag (m)   | 8e        | serie 5: 3de in 3.52,62 finale: 8ste in 3.54,45   |
| Jacob Carstensen                                           | 1500m vrije slag (m)  | 23e       | serie 2: 3de in 15.43,75                          |
|                                                            |                       |           |                                                   |
| Mette Nørskov Nielsen                                      | 50m vrije slag (v)    | 28e       | serie 4: 7de in 26,50                             |
| Mette Jacobsen                                             | 100m vrije slag (v)   | 28e       | serie 6: 3de in 56,06 finale: 7de in 56,01        |
| Mia Muusfeldt                                              | 200m vrije slag (v)   | 36e       | serie 6: 8ste in 2.07,29                          |
| Britt Raaby                                                | 400m vrije slag (v)   | 36e       | serie 1: 2de in 4.21,46                           |
| Mette Jacobsen                                             | 100m rugslag (v)      | 17e       | serie 5: 4de in 1.03,14                           |
| Mette Jacobsen                                             | 200m rugslag (v)      | 17e       | serie 4: 6de in 2.16,68                           |
| Britta Vestergaard                                         | 200m schoolslag (v)   | DNS       | serie 1: niet gestart                             |
| Mette Jacobsen                                             | 100m vlinderslag (v)  | 8e        | serie 4: 3de in 1.00,91 finale: 8ste in 1.00,76   |
| Sophia Skou                                                | 100m vlinderslag (v)  | 11e       | serie 5: 4de in 1.01,25 finale B: 3de in 1.00,95  |
| Mette Jacobsen                                             | 200m vlinderslag (v)  | DNS       | serie 4: niet gestart                             |
| Sophia Skou                                                | 200m vlinderslag (v)  | 9e        | serie 3: 5de in 2.13,59 finale B: 1ste in 2.12,41 |
| Britta Vestergaard                                         | 200m wisselslag (v)   | 14e       | serie 4: 5de in 2.18,35 finale B: 6de in 2.17,95  |
| Britta Vestergaard                                         | 400m wisselslag (v)   | 20e       | serie 3: 7de in 4.55,03                           |
| Karen Egdal Ditte Jensen Mette Jacobsen Mette Nielsen      | 4x100m vrije slag (v) | 13e       | serie 3: 4de in 3.48,93                           |
| Ditte Jensen Berit Puggaard Britt Raaby Britta Vestergaard | 4x200m vrije slag (v) | 13e       | serie 3: 5de in 8.16,32                           |

Afghanistan · Albanië · Algerije · Amerikaanse Maagdeneilanden · Amerikaans-Samoa · Andorra · Angola · Antigua‑Barbuda · Argentinië · Armenië · Aruba · Australië · Azerbeidzjan · Bahama's · Bahrein · Bangladesh · Barbados · België · Belize · Benin · Bermuda · Bhutan · Bolivia · Bosnië en Herzegovina · Botswana · Brazilië · Britse Maagdeneilanden · Brunei · Bulgarije · Burkina Faso · Burundi · Cambodja · Canada · Centraal-Afrikaanse Republiek · Chili · China · Chinees Taipei · Colombia · Comoren · Congo-Brazzaville · Cookeilanden · Costa Rica · Cuba · Cyprus · Denemarken · Djibouti · Dominica · Dominicaanse Republiek · Duitsland · Ecuador · Egypte · El Salvador · Equatoriaal-Guinea · Estland · Ethiopië · Fiji · Filipijnen · Finland · Frankrijk · Gabon · Gambia · Georgië · Ghana · Grenada · Griekenland · Groot-Brittannië · Guam · Guatemala · Guinee · Guinee-Bissau · Guyana · Haïti · Honduras · Hongarije · Hongkong · Ierland · IJsland · India · Indonesië · Irak · Iran · Israël · Italië · Ivoorkust · Jamaica · Japan · Jemen · Joegoslavië · Jordanië · Kaaimaneilanden · Kaapverdië · Kameroen · Kazachstan · Kenia · Kirgizië · Koeweit · Kroatië · Laos · Lesotho · Letland · Libanon · Liberia · Libië · Liechtenstein · Litouwen · Luxemburg ·  Macedonië · Madagaskar · Malawi · Malediven · Maleisië · Mali · Malta · Marokko · Mauritanië · Mauritius · Mexico · Moldavië · Monaco · Mongolië · Mozambique · Myanmar · Namibië · Nauru · Nederland · Nederlandse Antillen · Nepal · Nicaragua · Nieuw-Zeeland · Niger · Nigeria · Noord-Korea · Noorwegen · Oeganda · Oekraïne · Oezbekistan · Oman · Oostenrijk · Pakistan · Palestina · Panama · Papoea-Nieuw-Guinea · Paraguay · Peru · Polen · Portugal · Puerto Rico · Qatar · Roemenië · Rusland · Rwanda · Saint Kitts en Nevis · Saint Lucia · Saint Vincent en Grenadines · Salomonseilanden · Samoa · San Marino · Sao Tomé en Principe · Saoedi-Arabië · Senegal · Seychellen · Sierra Leone · Singapore · Slovenië · Slowakije · Soedan · Somalië · Spanje · Sri Lanka · Suriname · Swaziland · Syrië · Tadzjikistan · Tanzania · Thailand · Togo · Tonga · Trinidad en Tobago · Tsjaad · Tsjechië · Tunesië · Turkije · Turkmenistan · Uruguay · Vanuatu · Venezuela · Verenigde Arabische Emiraten · Verenigde Staten · Vietnam · Wit-Rusland · Zaïre · Zambia · Zimbabwe · Zuid-Afrika · Zuid-Korea · Zweden · Zwitserland